# 2015年印度封鎖尼泊爾
2015年印度封鎖尼泊爾始於2015年9月23日，持續了大約六個月。封鎖發生在尼泊爾大地震後不久，造成尼泊爾場經濟和人道主義嚴重危機。尼泊爾指責印度突然實施封鎖是因為印度不滿尼泊爾修憲及與中國加強合作，印度行為嚴重違反了《聯合國憲章》，印度否認了這些指控聲稱供應短缺是由尼泊爾境內的馬德西抗議者造成的。
尼泊爾其後向聯合國求助，聯合國秘書長潘基文表示對尼泊爾基本物資供應受阻及其造成的困難表示擔憂，呼籲國際社會確保內陸國家的過境自由不受限制。最後中國在修復與尼泊爾在塔托帕尼鄉因大地震被毀的邊境大橋後，於10月28日向尼泊爾緊急提供130萬升汽油及其他日用物資。同時尼泊爾石油公司和中國石油簽署了從中國進口燃料的協議，這是兩國之間的首個燃料協議，尼泊爾計劃其後從中國進口三分之一的所需燃料，減少對印度的依賴，
這次事件被視為印度外交上的重大挫敗，不單沒有實現原來的政治目的，反而令尼泊爾的反印度情緒升溫，使尼泊爾及中國加強了合作。

## 背景

### 地理位置
尼泊爾是一個內陸國家，加上背靠喜馬拉雅山，因此一直只能經印度進口所有的石油供應及大部分醫藥品和生活必需品，一般來說，正常情況下每天大約300輛燃料卡車從印度進入尼泊爾，但是自危機開始以來，每天只有有5-10輛燃料卡車的零星通道，也只有水果和蔬菜等易腐食品被允許通過。另外印度也在加爾各答港口扣下了一些尼泊爾貨車，封鎖不僅阻止石油進口，還有藥品和抗震救災材料。1989年時由於兩國之間的貿易和過境條約爭執，印度也曾嘗試封鎖尼泊爾，當時關閉了21個過境點中的19個。

### 馬德西人的政治要求
2015年9月20日尼泊爾政府公佈新憲法後，南部德賴平原上受印度支持的馬德西人開始抗議，聲稱新憲法使他們邊緣化。梅德西人與鄰國印度的比哈爾邦和北方邦有著很強的社會文化聯繫。印度對暴力抗議活動表示擔憂，並要求尼泊爾考慮到馬德西人的利益。而尼泊爾政府和尼泊爾媒體描繪馬德西人是受印度支持的滲透甚至是顛覆。此外，尼泊爾人覺得印度最終是試圖將尼泊爾變成第二個錫金來吞併。

### 與中國加強合作
中國因素也被視為這一封鎖背後的一個主要原因。印度長期視尼泊爾為自己的影響力範圍內的國家，因此當尼泊爾與中國加強合作及購買中國武器時，這引起了印度方面的不滿。在吉里賈·普拉薩德·柯伊拉臘擔任總理期間，印度就曾警告尼泊爾不要打破印度對燃料的控制。

## 經過
2015年4月25日尼泊爾發生毀滅性地震，7600多人在此次地震中丧生，多個重要基礎設施受到嚴重破壞，使这场地震成为继1934年地震后袭击该国的最强烈地震，甚至还造成珠穆朗玛峰向西南偏移了3厘米。尼泊爾與中國的邊境因持續的山體滑坡造成邊境貿易及交通暫停，這令尼泊爾只能依賴印度進口必須物質。2015年9月20日，尼泊爾議會以90%的贊成率通過了尼泊爾新憲法。塔魯族人及馬德西人組織了反對新憲法的抗議活動，導致尼泊爾南部發生廣泛的暴力事件，同時間印度-尼泊爾邊境的交通出現阻礙，尼泊爾政府指責印度通過放慢，甚至完全阻止過境交通來支持抗議活動，意圖插手尼泊爾新憲法及內部政治。印度則否認指控，指騷亂是因為尼泊爾未能起草一部包容性憲法，又說印度沒有造成封鎖，是抗議者在邊境襲擊貨車司機導致物流中斷。不過在燃料封鎖開始的當天，印度國內媒體印度快報發出一篇報導，指印度要求對尼泊爾對新憲法進行具體修改。儘管印度政府否認了這一說法，但印度快報的記者堅持他的原始報告，重申「這些修正案及變化是由新德里傳達給加德滿都的」。在《經濟時報》的一篇報導中，印度武裝邊防部隊的一名人員證實，他們接到上面的命令攔截運往尼泊爾的燃料。
突如其來的封鎖造成尼泊爾石油及醫藥品供應短缺，令剛經歷大地震的尼泊爾雪上加霜。2015年9月23日，加德滿都出現大型的反印度示威，抗議燃料短缺及印度封鎖。尼泊爾有線電視協會封鎖了42個印度頻道，以抗議對該國的非官方封鎖。在封鎖開始後，尼泊爾政府決定停止向私人汽車，包括公共交通工具和出租車提供燃料，以便將燃料分配給政府和優先行業。截至2015年10月1日，尼泊爾約有2000家工廠停產。這次印度封鎖迫使尼泊爾人改騎自行車，還要爭車位。尼泊爾石油公司是唯一在尼泊爾進口和分銷石油的國有公司，它沒有足夠的設備來儲存超過幾個星期存量的石油。最後政府制定了一項規則，以單雙日制為基礎向公眾和私人交通提供燃料。封鎖之前，加德滿都的一升汽油的價格是104盧比，而在封鎖之後，公眾被迫從黑市購買汽油，價格由300盧比到450盧比。
當與印度方面的談話沒有成果時，尼泊爾政府開始考慮空運燃料和必需用品。印度則一再否認實施封鎖，表示是馬德西人阻擋邊界，印度的貨車因為「不安全」而不前去尼泊爾。尼泊爾政府對印度的說法提出異議，稱不存在阻止卡車進入尼泊爾的重大安全問題。當時一些尼泊爾學者要求政府將這個問題國際化，他們認為印度已經違反了印度-尼泊爾友好條約，及各種國際貿易，過境和商業法。在加德滿都，政府已經要求國際援助解決燃油危機，尼泊爾政府開始在加德滿都出售木柴，因為家庭煮食爐的烹飪氣體（液化石油氣）嚴重短缺。10月1日，印度外交部部長蘇詩馬·斯瓦拉吉正式否認指控，說他們已派出4310輛卡車前往邊境，但被困在那裡。他又說確保卡車安全進入尼泊爾是尼泊爾的責任。另一方面，又有報導指印度方面不允許這些車輛進入尼泊爾，導致尼泊爾卡車在印度邊境內排長隊滯留多日。 據報導，印度石油公司按照上級當局的指示拒絕為尼泊爾卡車加油。尼泊爾時報的一篇社論稱，印度的封鎖不再是因梅德西人的問題，而是因卡德加·普拉萨德·奥利取代苏希尔·柯伊拉腊出任尼泊爾總理，並在安全方面提出了一大堆要求。
由於尼泊爾政府未能與印度談判緩解這場燃料危機，不少尼泊爾人希望能從北方鄰國中國那裡獲得燃料。但因為在塔托帕尼鄉的尼泊爾-中國邊境因地震嚴重損壞而無法使用，因此使到燃料危機持續。最後中國在修復與尼泊爾在塔托帕尼鄉因大地震被毀的邊境大橋後，於10月28日向尼泊爾緊急無償提供130萬升汽油及其他日用物資，緩解燃料短缺。同日，尼泊爾石油公司與中國石油簽署了從中國進口燃料的協議，這是兩國之間有史以來的第一份燃料協議，尼泊爾計劃其後從中國進口三分之一的燃料。 
其後尼泊爾憲法通過修正案，消除了雙方的主要分歧。雖然馬德西人的分離主義運動依舊，但暫時被壓了下來。其後印度解除禁運，不過國內柴油和烹調煤氣的運輸在解除禁運一個半月後仍未恢復正常水平。

## 後果

### 人道主義危機
由於原材料和包裝材料通常從印度海關點進入，令約14尼泊爾製藥廠仍處於關閉狀態，導致藥品普遍短缺。人們因此開始從黑市中尋找緊急藥物，首都加德滿都重症監護室出現嚴重的藥物短缺，高血壓藥、糖尿病、麻醉劑、注射用抗生素和高壓氧都短缺。在更偏遠的地區更出現兩個月內藥品供應為零，導致疫苗和氧氣等藥品完全短缺。聯合國兒童基金會發出警告，稱僅在尼泊爾就有 300 萬兒童面臨疾病和死亡的風險。

### 經濟影響
封鎖令尼泊爾的經濟受到了嚴重打擊，旅遊業、交通運輸、國內工廠及農業都出現停擺，地震的重建工作也因為原材料短缺被推遲。

### 政治影響

#### 海外抗議

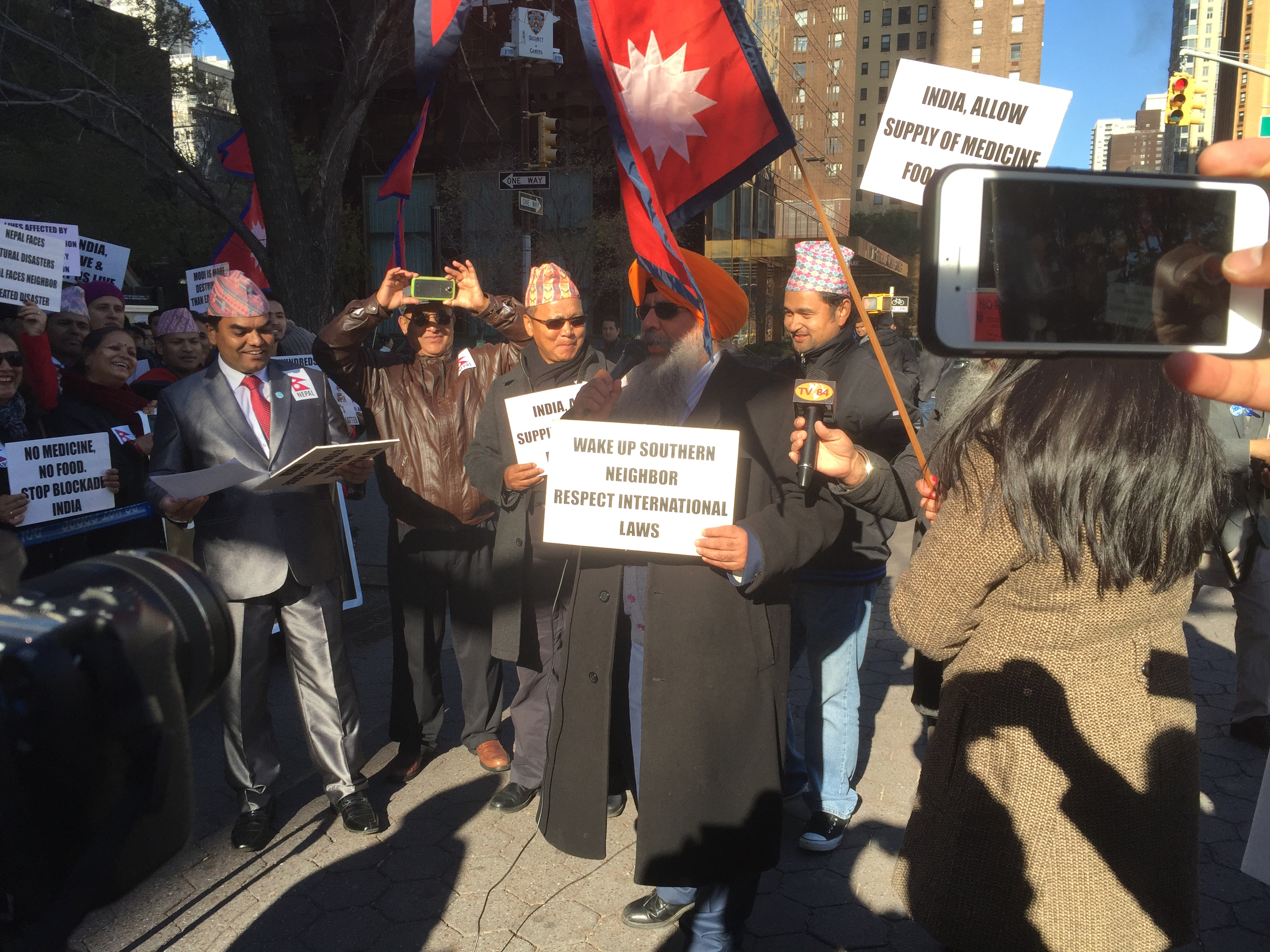
海外尼泊爾人在美國抗議印度封鎖尼泊爾。

2015年11月12日，居住在英國的尼泊爾人在印度總理納倫德拉·莫迪 訪問期間在倫敦唐寧街10號舉行示威。示威者包括前廓爾喀軍團 、錫克教徒和其他各種對印度總理不滿的人。 一些報導稱，莫迪一回到德里，就下令評估尼泊爾人在英國和海外其他地方的影響力。11月17日，“美國非居民尼泊爾協會”在紐約聯合國總部前抗議印度政謂的對尼泊爾的經濟封鎖。同日，另一個尼泊爾團體在印度駐華盛頓特區大使館前抗議。

#### 反印度情緒升溫
尼泊爾人在社交媒體上以標籤#BackOffIndia抗議印度的封鎖及插手馬德西人的示威，這個標籤被世界各地的尼泊爾人用來指責印度干涉該國的內政。 2015年9月至12月期間，在Twitter中使用此標籤創建了6,750多條推文。2019年，尼泊爾人發現印度把尼泊爾西北邊境的卡拉帕尼領土例入自己官方地圖時，該標籤再次被使用。 

#### 加強與中國合作
為了減少對印度的長期依賴，尼泊爾總理在封鎖後出訪中國，並簽署了一系列貿易和過境協議，其中包括建設一條從加德滿都到中國邊境的高速鐵路，即是中尼鐵路，這條鐵路被視為減少尼泊爾對印度依賴的一種方式。

## 另見
- 中尼鐵路
- 反印度情緒